# Marie Sophie Hingst

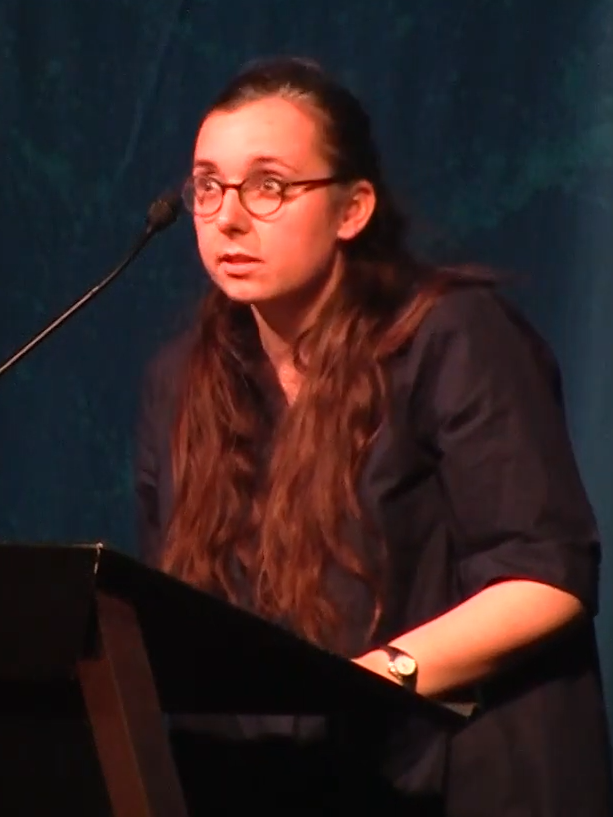
Marie Sophie Hingst, 2018

Marie Sophie Hingst (* 20. Oktober 1987 in Lutherstadt Wittenberg; † 17. Juli 2019 in Dublin) war eine deutsche Historikerin und Bloggerin und arbeitete zuletzt als Projektmanagerin in Irland.
Nachdem Hingst sich in ihrem Blog wahrheitswidrig als Jüdin und angebliche Nachfahrin von Holocaust-Opfern bezeichnet hatte, berichtete im Juni 2019 das Nachrichtenmagazin Der Spiegel darüber und deckte weitere nicht wahrheitsgemäße Angaben Hingsts zu ihrem angeblichen sozialen Engagement für Flüchtlinge auf.

## Leben
Hingst legte in Dessau das Abitur ab und studierte in Berlin, Lyon und Los Angeles Geschichte und Ostasienwissenschaften. Ihr Studium mit dem Master im Fach Frühe Neue Geschichte an der Freien Universität Berlin schloss sie 2013 ab. Anschließend lebte sie in Dublin und begann an der School of History and Humanities des Trinity College ihre Doktorarbeit. Von 2015 bis 2017 war sie Research Fellow am Trinity College. Ihre Doktorarbeit zur englischen Kolonialpolitik in Irland in den Jahren 1603–1680 legte sie im September 2017 vor. Ab August 2018 arbeitete sie als Projektmanagerin bei Intel Ireland. Darüber hinaus arbeitete sie als Freiwillige beim irischen Roten Kreuz.
In ihrem 2013 gegründeten Blog Read on my dear, read on berichtete Hingst in Form von Kurzgeschichten unter anderem über ihre angeblich jüdische Familie, die mehrere Vorfahren im Holocaust verloren haben soll. Ebenso erzählte sie dort Geschichten über ihre Arbeit als Krankenschwester. Ab Frühjahr 2017 veröffentlichte sie in den sozialen Medien täglich von ihr verfasste Postkarten an die in der Türkei inhaftierten Journalisten Deniz Yücel, Meşale Tolu sowie weitere Inhaftierte in türkischen Gefängnissen.
Im März 2019 erschien bei DuMont der von Hingst herausgegebene Bildband Kunstgeschichte als Brotbelag, der auf Twitter unter dem Hashtag #KunstgeschichteAlsBrotbelag veröffentlichte Fotos enthält.
Hingst war langjähriges Mitglied des Förderkreises für das Denkmal für die ermordeten Juden Europas in Berlin, dessen Vorsitzende Lea Rosh ist.

## Aufdeckung von Fälschungen
Ende Mai 2019 deckte der Journalist Martin Doerry, dessen jüdische Großmutter Lilli Jahn im KZ Auschwitz-Birkenau ermordet wurde, im Spiegel nach Recherchen eines Teams um die Historikerin Gabriele Bergner auf, dass die auf Hingsts Blog veröffentlichten Erzählungen über ihre – angeblich jüdische – Familie und deren 22 Holocaust-Opfer nicht der Wahrheit entsprachen. Auf einigen Podien und Tagungen war sie in der Doppelrolle als Historikerin und Nachkomme verfolgter Juden aufgetreten. Obwohl sie in Wirklichkeit einer evangelischen Familie entstammte, reichte sie bei Yad Vashem Dokumente ein, die belegen sollten, dass Angehörige ihrer Familie Opfer des Holocaust geworden seien. Bergner und der Spiegel wandten sich an das Stadtarchiv Stralsund mit der Bitte um Informationen zu den angeblichen jüdischen Vorfahren, die aus Stralsund stammen sollten. Dabei stellte sich heraus, dass dort nur zwei dieser Personen – ihre Urgroßeltern Hermann und Marie Hingst – gelebt hatten, aber nicht jüdisch waren. Ihr Großvater war weder Auschwitz-Häftling noch Jude, sondern evangelischer Pfarrer gewesen. Dem Spiegel zufolge ließ Hingst dazu über einen Anwalt mitteilen, dass die Texte ihres Blogs „ein erhebliches Maß an künstlerischer Freiheit“ für sich in Anspruch nähmen. Über den Fall wurde auch in ausländischen Medien berichtet.
Darüber hinaus berichtete Hingst in ihrem Blog über von ihr geleistete Sexualaufklärung männlicher syrischer Flüchtlinge in einer Arztpraxis einer deutschen Kleinstadt. Schon 2007 habe sie als 19-Jährige eine Slum-Klinik in Neu-Delhi gegründet und dort die gleiche Arbeit angeboten. Diese Geschichten stellten sich ebenfalls als erfunden heraus.
Die Geschichte über die Sexualaufklärung syrischer Flüchtlinge publizierte sie 2017 im Zeitmagazin unter dem Pseudonym Sophie Roznblatt, weil sie vorgab, dass es für sie zu gefährlich sei, ihren echten Namen zu verwenden. Im Rahmen der Recherche des Spiegels überprüfte Zeit Online im Mai 2019 diesen Gastartikel (Das Problem mit dem Penis). Dabei täuschte Hingst, die von der Redaktion um eine Stellungnahme gebeten worden war, mit „Scheinidentitäten, falschen Zeugen und vermeintlichen Belegen“, unter anderem auch der Scheinidentität einer verstorbenen Person, was sich durch einen Besuch bei Verwandten herausstellte. Die Redaktion von Zeit Online kam daher zu dem Schluss, dass die von Hingst im Gastartikel behaupteten Ereignisse „weitgehend falsch“ waren, und entfernte den Beitrag.
Die Frankfurter Allgemeine Zeitung hatte 2017 ein Interview mit Hingst über den von ihr angeblich erteilten Aufklärungsunterricht für Flüchtlinge veröffentlicht, ohne ihren Namen zu erwähnen. Das Interview wurde „wegen begründeter Zweifel“ an der Wahrheit des Geschilderten ebenfalls offline gestellt.
Auch von mehreren Rundfunksendern war über Hingsts Flüchtlingsunterricht berichtet worden. Deutschlandfunk Nova veröffentlichte im Februar 2018 ein Gespräch mit Hingst als Audio-Beitrag mit Artikel und löschte beides im Mai 2019, nachdem der Verdacht der Fälschung aufgekommen war. Der Bericht in der Bayern-2-Rundfunksendung Zündfunk vom 16. Mai 2017 wurde aufgrund der gesetzlichen Richtlinien schon im Mai 2018 depubliziert. Die Redaktion kündigte an, ihre Kontrollmechanismen zu überprüfen. Der Radiosender SWR3, der ebenfalls berichtet hatte, erklärte, dass sie „sowohl in ihren Mails als auch im Gespräch sehr überzeugend gewirkt“ habe und es deswegen zu einem Interview mit ihr gekommen sei; aus heutiger Sicht sei das „sicherlich ein Fehler“ gewesen.

## Tod
Am 17. Juli 2019 wurde Hingst in ihrer Wohnung in Dublin tot aufgefunden. Die Polizei schloss Fremdverschulden als Todesursache aus. Ihre Mutter ging von Suizid aus. Vor ihrem Tod hatte Hingst gegenüber Derek Scally, einem Journalisten der Irish Times, angegeben, dass sie sich durch den Spiegel-Bericht, der ihre Falschaussagen öffentlich gemacht hatte, wie „lebendig gehäutet“ fühle. Ihre Mutter beschrieb Scally gegenüber, dass Hingst von ihrem Online-Ruf heimgesucht wurde. Der Tenor des Wikipedia-Artikels über sie sei gewesen, dass Hingst eine Bloggerin und Hochstaplerin sei. Scally beschrieb, dass er in einer rund dreistündigen Begegnung mit ihr in Berlin den Eindruck gewonnen habe, dass Hingst psychische Probleme habe. Scally hatte ebenfalls vorgehabt, über ihre Falschaussagen zu berichten, die Irish Times hatte aber zunächst von einer Veröffentlichung abgesehen, woraufhin sich Scally mit Hingst in Berlin zum Gespräch traf. Jedoch hatte der russische Fernsehsender RT den Spiegel-Bericht zu diesem Zeitpunkt bereits aufgegriffen und auf Englisch veröffentlicht. Auch der Spiegel selbst übersetzte seinen Ursprungsartikel ins Englische und stellte ihn online.
Nach Hingsts Tod erklärte der Spiegel auf Nachfrage des Tagesspiegels sein Bedauern und teilte mit, dass sie vor Veröffentlichung des Berichts bei einem Gespräch in Dublin „einen konzentrierten, souveränen und keineswegs psychisch angegriffenen Eindruck“ gemacht habe. An „einer öffentlichen Diskussion über die Ursachen und Hintergründe des Tods“ wolle man sich nicht beteiligen. Nach Kritik und Vorwürfen verschiedener Art gegen den interviewenden Journalisten Martin Doerry verfasste dieser einen Artikel, in dem er deutlich das Motiv und die Berechtigung der Berichterstattung über die falsche Identität Hingsts verteidigte. Er schilderte, dass er Hingst ausreichend Möglichkeiten zur Entgegnung und Richtigstellung gegeben habe und der Artikel nicht in der erschienenen Form veröffentlicht worden wäre, wenn sie davon Gebrauch gemacht hätte. In der Welt legte wenige Tage später der Journalist Deniz Yücel offen, dass Doerry ihn während seiner Recherchen kontaktiert hatte und dabei geklungen habe, als sei er „einem Riesenskandal auf der Spur“. Yücel warf Doerry vor, dass er in seinem Artikel wiederholt Tatsachen über Hingst „mit einigen Kunstgriffen seiner Geschichte an[ge]passt“ und diese so „in sein Bild von der gewissenlosen Hochstaplerin und schamlosen Selbstdarstellerin“ eingefügt habe.
Andere Medien berichteten ausführlich über die Geschehnisse, die zum Tode Hingsts führten, und thematisierten hier teilweise auch besonders den als Wilkomirski-Syndrom bekannt gewordenen Drang, jüdisches Opfer oder mit Opfern des Holocausts verwandt zu sein.

## Publikationen
- One phenomenon, Three perspectives. English colonial strategies in Ireland revisited, 1603–1680. Dissertation am Trinity College Dublin, School of Histories & Humanities, 2018 (Volltext Open Access)
- als Herausgeberin: Kunstgeschichte als Brotbelag. Bildband. Dumont, Köln 2019, ISBN 978-3-8321-9963-0.

Aufsätze
- Wo liegt Mpala? Versuch einer kolonialen Ortsbestimmung. In: Stefan Noack, Christine de Gemeaux, Uwe Puschner (Hrsg.): Deutsch-Ostafrika. Dynamiken europäischer Kulturkontakte und Erfahrungshorizonte im kolonialen Raum (= Zivilisationen & Geschichte. Band 57). Peter Lang, Berlin u. a. 2019, ISBN 978-3-631-77497-7, S. 15–38.
- Am anderen Ufer der Drina. Der Krieg. Egon Erwin Kisch und der Beginn des Ersten Weltkrieges an der serbischen Front, 1914–1915. In: Halbjahresschrift für südosteuropäische Geschichte, Literatur und Politik. Band 1–2, 2014, S. 7–22.

## Preise
Anfang 2018 wurde Hingst von den „Goldenen Bloggern“ via Online-Voting zur „Bloggerin des Jahres 2017“ gewählt. 2018 erhielt sie einen der sechs Preise des Future-of-Europe-Projekts für das Essay Europeans should non abandon a collective identity der Financial Times. Im Juni 2019 wurde ihr der Preis „Bloggerin des Jahres 2017“ aufgrund der Vortäuschung von Authentizität einer jüdischen Familiengeschichte – von der die Leser annehmen mussten, dass es sich um ihre eigene Familiengeschichte handelt – aberkannt.